# Жеребцов, Давыд Васильевич
Давы́д Васи́льевич Жеребцо́в (ум. 2 мая 1610) — русский воевода, один из наиболее ярких военных деятелей «тушинского» периода Смутного времени, сподвижник князя Михаила Скопина-Шуйского.

## Биография
Принадлежал к дворянскому роду Жеребцовых, которые являлись потомками знаменитого рода черниговских бояр Бяконтов. Родился во Ржеве.
При Борисе Годунове Давыд Жеребцов сделал неплохую военную карьеру, а при Василии Шуйском, старавшемся избегать приближённых Годунова, был назначен воеводой в отдалённую Мангазею. В этом городе при Жеребцове был построен кремль и Троицкая церковь. Жеребцов был основателем Туруханского зимовья (ныне — Старотуруханск).
Оставаясь верным присяге, летом 1608 года выступил с отрядом сибирских стрельцов в европейскую часть России для борьбы с войском «Тушинского вора» Лжедмитрия II. Совершив беспрецедентный переход из Туруханского края, 1200 воинов Жеребцова, соединившись по пути с шестью сотнями архангельских стрельцов, неожиданно появились у Костромы, разбили Александра Лисовского и освободили от «тушинцев» этот город вместе с Ипатьевским монастырём. После этого Жеребцов пошёл на соединение с князем Михаилом Скопиным-Шуйским, формирующим армию в Калязине. Приведённый Жеребцовым отряд существенно усилил войско Скопина-Шуйского и впоследствии составлял одну из наиболее боеспособных его частей.
Жеребцов и его воины отличились в Калязинской битве 28 августа 1609 года. Стрельцы Жеребцова участвовали в преследовании отступавших полков гетмана Яна Сапеги и тушинских полковников Зборовского и Лисовского, освободив внезапным приступом Переславль-Залесский. В октябре того же года Жеребцов участвовал во взятии Александровской слободы и её последующей обороне от отрядов Сапеги. Позже во главе своего отряда совместно с отрядами Семёна Головина и Григория Валуева атаковал осадное войско Сапеги под Троице-Сергиевым монастырём, нанеся ему ощутимые потери. Благодаря умелой разведке во главе 600 стрельцов и 300 ополченцев сумел совершить прорыв через осадное кольцо и проникнуть в монастырь, усилив его гарнизон и взяв на себя дальнейшее командование. Под впечатлением этих событий и опасаясь приближения основных сил Скопина-Шуйского, Сапега через некоторое время принял решение снять осаду и отступить в Дмитров. В феврале 1610 года стрельцы Жеребцова проявили себя в битве под Дмитровом, в которой были разгромлены войска Сапеги.
После прибытия в деблокированную Москву в составе войска Скопина-Шуйского воевода Жеребцов за свои многочисленные подвиги был щедро награждён Василием Шуйским. Поскольку в тылу, в Суздале, оставался отряд Лисовского, от которого следовало ожидать попытки прорыва на запад, на Жеребцова была возложена миссия организовать оборону Калязина, где оставались немалые запасы оружия и боеприпасов. Скоро после прибытия Жеребцова, 2 мая 1610 года «лисовчики» внезапно напали на Троицкий Макарьев монастырь и, несмотря на отчаянное сопротивление гарнизона, овладели им. Все защитники, включая Жеребцова, погибли, а сам монастырь был разграблен.
Память о Давыде Жеребцове вплоть до начала XX века чтилась в освобождённых им городах. Его имя включено в синодики Костромского Богоявленского монастыря и Троицкого Макарьева монастыря.

## Семья
Один из четырёх сыновей боярина В. Г. Жеребцова. У Давыда Жеребцова было четыре дочери — Марья, Федора, Матрёна и Марфа.